# Betasuchus
Betasuchus bredai
Genre
Espèce
Betasuchus est un genre fossile de dinosaures théropodes de la fin du Crétacé supérieur retrouvé aux Pays-Bas. L'espèce type, et seule espèce, Betasuchus bredai, a été décrite par Harry Seeley sous le nom de Megalosaurus bredai en 1883. Le nom spécifique a été donné en l'honneur du biologiste et géologue néerlandais Jacob Gijsbertus Samuël van Breda, ancien directeur du Musée Teylers.
L'holotype, BMNH 42997 (désormais NHM R 42997), a été retrouvé près de Maastricht, dans une strate datée du Maastrichtien. Les fossiles ont été vendus au British Museum of Natural History en 1867.
Avec Orthomerus (en), Betasuchus est le seul genre de dinosaure nommé d'après des restes trouvés aux Pays-Bas ainsi que le seul théropode non-avien retrouvé dans la Formation de Maastricht.

## Histoire

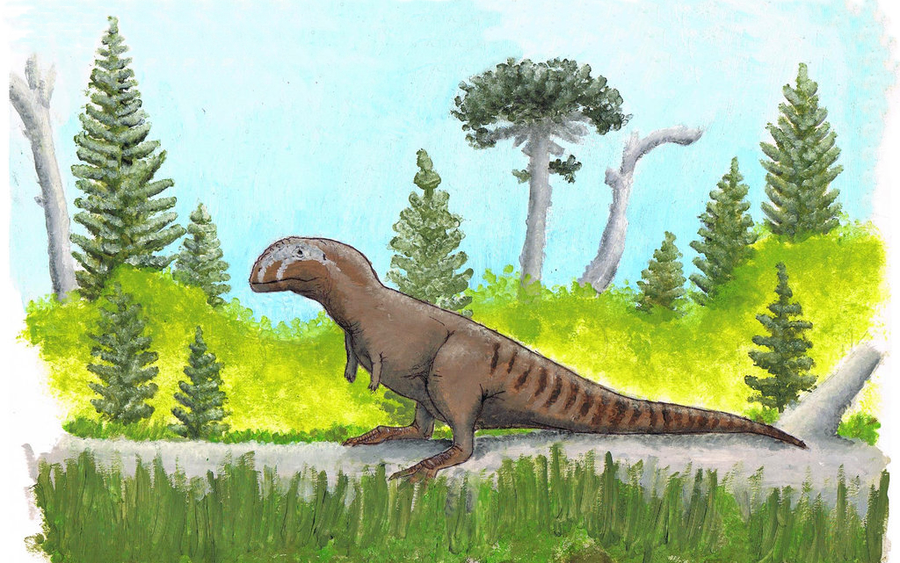
Représentation spéculative d'un Betasuchus

En 1892, le paléontologue Johan Casimir Ubaghs associe des dents à l'espèce,, bien que ces dernières seraient plutôt rattachées au mosasaure.
En 1926, Friedrich von Huene réévalue les fossiles et montre que ces derniers appartiennent à un genre différent de Megalosaurus, qui était un taxon poubelle (« fourre-tout ») à l'époque de Seeley. Von Huene croit que les restes appartiennent à une sorte d'ornithomimosaure. Von Huene renomme le genre Betasuchus en 1932.
En 1972, Dale Russell confirme le classement du genre chez les Ornithomimosauridae. David B. Norman le classe même nomen dubium en 1990.
En 1991, Jean Le Loeuff et Éric Buffetaut concluent que le genre désigne un petit abélisaure, proche du Tarascosaurus, et qu'il n'est pas un nomen dubium,. Ils rejettent le classement chez les Ornithomimidae.
En 1997, Betasuchus est associé aux Dryptosaurus. En 2004, Tykoski et Rowe classent le genre chez les abelisaures.